# غار اسب
غار اسب مربوط به دوران پیش از تاریخ ایران باستان است و در شهرستان دلفان، روستای مراد آباد پیر دوستی واقع شده و این اثر در تاریخ ۱۹ اسفند ۱۳۸۰ با شمارهٔ ثبت ۴۸۷۵ به‌عنوان یکی از آثار ملی ایران به ثبت رسیده است.